# Louis Taillefer
Pour les articles homonymes, voir Taillefer.
Louis Taillefer, né le 28 octobre 1959 à Montréal, est un scientifique, chercheur physicien québécois. Il est professeur titulaire au Département de physique de l'Université de Sherbrooke, et titulaire de la Chaire de recherche du Canada en matériaux quantiques. En 2021, il a été élu fellow de la Royal Society of London.

## Biographie
À l'école secondaire, il s'intéresse davantage au théâtre qu'à la science, mais cette expérience lui a permis de se redécouvrir. Originaire de Montréal, Louis Taillefer a temporairement interrompu ses études pour vivre sur une ferme.
Entré en génie minier à l'Université McGill en 1979, il trouve sa niche en physique. Après avoir obtenu son baccalauréat, il étudie à l'Université de Cambridge sous la direction du professeur Gil Lonzarich, où il obtient son doctorat en 1986. Il part ensuite effectuer un post-doc à Grenoble, en France, avant d'être engagé comme professeur à l'Université McGill en 1992. En 1998, il est recruté par l'Université de Toronto pour débuter un groupe en matériau quantique.
Depuis 2002, Louis Taillefer est professeur au département de physique de l'Université de Sherbrooke.

## Travaux de recherche
Ses domaines de recherche sont les électrons corrélés, les matériaux quantiques et la supraconductivité. Ses techniques expérimentales sont la conduction de la chaleur, les champs magnétiques intenses, les très basses températures et les ultrasons. Il enseigne la physique à l'Université de Sherbrooke.
Dans son laboratoire, il a fait mentir la loi de Wiedemann et Franz en étudiant les cuprates[réf. souhaitée].
En 2007, son équipe observe des oscillations quantiques dans un supraconducteur à base d’oxydes de cuivre, ce qui a sensiblement modifié la façon dont les spécialistes étudient les supraconducteurs.
En mars 2017, il est nommé récipiendaire du prix commémoratif Simon. C'est le premier Canadien à recevoir cette distinction remise par l’Institute of Physics afin de reconnaître des travaux en physique des basses températures expérimentale ou théorique. En mai 2017, il reçoit une bourse Killam du Conseil des arts du Canada, laquelle vise à encourager « des projets de recherches exceptionnels ». En mai 2021, Louis Taillefer est nommé membre de la Royal Society.
Il a publié plusieurs articles dans les revues Nature et Physical Review au courant des dernières années. En juillet 2012, il aurait publié plus de 200 articles scientifiques et il serait cité plus de 6 800 fois.

## Publications
- (en) Benhabib, S., Lupien, C., Paul, I., Berges, L., Dion, M., Nardone, M., Zitouni, A., Mao, Z. Q., Maeno, Y., Georges, A., Taillefer, L., & Proust, C., « Ultrasound evidence for a two-component superconducting order parameter in Sr2RuO4 », Nature Physics, vol. 17, no 2,‎ 2021, p. 194–198 (lire en ligne)
- (en) Boulanger, M.-E., Laliberté F, Dion, M., Badoux, S., Doiron-Leyraud, N., Phelan, W. A., Koohpayeh, S. M., Fuhrman, W. T., Chamorro, J. R., McQueen, T. M., Wang, X. F., Nakajima, Y., Metz, T., Paglione, J., Taillefer, L., « Field-dependent heat transport in the Kondo insulator SmB6 : phonons scattered by magnetic impurities », Physical Review B, vol. 97, no 24,‎ 2018 (lire en ligne)
- (en) Charbonneau, H., Autones, G., Angles, O., Berthelot, A. L., Croute-Bayle, M., Decramer, I., Duterque, D., Gabiache, Y., Julien, V., Mallet, L., M'rini, M., Quedreux, J. F., Richard, B., Sidobre, L., Taillefer, L., Mayeur, N., Pasquie, M., Berthoumieu, P., Soula, P., … Breil, C., « Patient blood management in elective bypass cardiac surgery: a 2-step single-centre interventional trial to analyse the impact of an educational programme and erythropoiesis stimulation on red blood cell transfusion », Contemporary Clinical Trials Communications, vol. 19,‎ 2020 (lire en ligne)
- (en) Girod, C., Klein, T., Legros, A., Taillefer, L., Forget, A., Colson, D., Marcenat, C., Demuer, A.,& Leboeuf, D, « High density of states in the pseudogap phase of the cuprate superconductor HgBa2CuO4 δ from low-temperature normal-state specific heat », Physical Review B, vol. 102, no 1,‎ 2020 (lire en ligne)
- (en) Grissonnanche, G., Thériault S, Gourgout, A., Boulanger, M.-E., Lefrançois E, Ataei, A., Laliberté F, Dion, M., Zhou, J.-S., Pyon, S., Takayama, T., Takagi, H., Doiron-Leyraud, N., & Taillefer, L., « Chiral phonons in the pseudogap phase of cuprates », Nature Physics, vol. 16, no 11,‎ 2020, p. 1108–1111 (lire en ligne)
- (en) Nair, N. L., Griffin, S., Channa, S., Neaton, J., Analytis, J. G., Boulanger, M.-E., Laliberte, F., Legros, A., Taillefer, L., Tabis, W., & Proust, C., « Signatures of possible surface states in TaAs », Physical Review B, vol. 102, no 7,‎ 2020 (lire en ligne)
- (en) Laliberté F, Bélanger F, Nair, N. L., Analytis, J. G., Boulanger, M.-E., Dion, M., Taillefer, L., Quilliam, J. A., « Field-angle dependence of sound velocity in the Weyl semimetal TaAs », Physical Review B, vol. 102, no 12,‎ 2020 (lire en ligne)

## Prix et distinctions
- 1998 : Bourses commémoratives E.W.R. Steacie du CNSRG
- 1998 : Prix Acfas Urgel-Archambault
- 1998 : Médaille Herzberg de l'Association canadienne des physiciens et physiciennes
- 2002 : Scientifique de l'année (Société Radio-Canada)
- 2003 : Prix Marie-Victorin[6]
- 2003 : Médaille Brockhouse
- 2012 : Officier de l'Ordre national du Québec[5]
- 2012 : Prix Killam[6]
- 2017 : Prix Simon Memorial[6]
- 2018 : Prix Acfas Adrien-Pouliot[7]
- 2021: Fellow de la Royal Society of London[1]